# Нурі Асан
Асан Нурі (1857, Ай-Васил — 1903, Галац) — кримськотатарський громадський діяч, революціонер, видавець.

## Життєпис
Народився в 1857 (за іншими даними — 1838 року) в селі Ай-Васил.
У 1860-х роках Нурі було відправлено в Османську імперію для здобуття освіти. У Стамбулі він закінчує школу Даріл-мааріф, а потім навчається в університеті. Працював у наглядовому відомстві. Крім кримськотатарської та турецької мов, володів російською, французькою, німецькою, перською та арабською. Завдяки знанню мов влаштувався на роботу в Міністерство закордонних справ Османської імперії. Працював із Мідхат-пашею. У цей час одружується з Джезіре.
Брав участь у поваленні султана Азіза у 1876 році. Потім взяв участь в організації замаху на султана Абдул-Гаміда II. Його було засуджено до страти, після чого переїхав до Європи, а 1879 (за іншими даними в 1881) повернувся до Криму.
У Бахчисараї познайомився з Ісмаїлом Ґаспринським. Для боротьби з російською владою разом із Ґаспринським організував журнал «Тонг'уч». Під назвою «Шефак» («Зоря») і «Нешріят Ісмаїл» журнал видавався в Тифлісі. У 1883 році було розпочато випуск газети «Терджиман» російською та кримськотатарською мовами.
У рідному селі Ай-Васил Нурі відкрив школу, після чого переїхав до Гаспри, а потім до Ялти. У Ялті відкрив курси, де вів серед учнів національну пропаганду. За цю діяльність курси закрили, а Нурі заборонили вести педагогічну діяльність.
1892 року друкує і займається розповсюдженням 10 тисяч прокламацій «Неджат» («Визволення») у друкарні Ґаспринського. За це його заарештовує поліція і передає справу до суду. Друг Ґаспринського — Сулейман Аджі з села Сараймен, передав хабар начальнику поліції, після чого справу щодо Нурі було закрито. Нурі жив під псевдонімом Георгій Гессен. За ведення агітації його знову заарештовують в Євпаторії, після чого відправляють до ялтинської в'язниці. На свободу він виходить під підписку про невиїзд. У Ялті Асан Нурі відкрив кав'ярню в будівлі міської думи.
1898 року в Алупці організував та очолив підпільне товариство «Неджат». Секретарем став Асан Сабрі Айвазов. Члени «Неджату» хотіли створити на півострові незалежну нейтральну республіку під протекторатом країн Європи.
Готуючи до видання свої мемуари, дізнається, що після повалення султана Абдул-Гаміда було оголошено амністію. Нурі вирушає до Стамбула, щоб забрати родину до Криму. 1903 року він помер дорогою в місті Галац.